# De Tomaso Pantera
La De Tomaso Pantera est une supercar du constructeur automobile italien De Tomaso. Présentée en 1970 lors du Salon de New York, elle est produite ensuite de 1971 à 1996. La Pantera, qui succède à la Mangusta, a été conçue par Tom Tjaarda. Contrairement au modèle précédent, qui était monté sur un châssis-poutre en acier, la Pantera possède pour la première fois dans l'histoire de De Tomaso, un châssis monocoque, lui aussi en acier.

## Historique
La première Pantera est équipée d'un moteur V8 de 5,8 litres Ford Cleveland, d'une puissance de 330 ch, ainsi que d'une transmission ZF déjà utilisée par la Mangusta et la Ford GT40. Elle peut passer de 0 à 96 km/h en 5,5 secondes.
Cette même année, Ford importe des Pantera pour le marché américain, en passant par la marque Lincoln Mercury. Un total de 1 007 exemplaires européens de Pantera sont envoyés aux États-Unis, mais une mauvaise qualité de fabrication et de finition pose un problème lors des essais menés par Ford. Plusieurs modifications sont donc apportées aux modèles suivants de l'année 1972, dont le plus notable est un remplacement du moteur.
La Pantera L (pour Lusso, « luxe »), mieux équipée et dotée d'un traitement anti-corrosion plus efficace[source insuffisante] est commercialisée en 1972. Elle est dotée d'un moteur Cleveland Ford de 248 ch, et, pour le marché américain, de larges pare-chocs noirs. Ford stoppe l'importation de la voiture vers les États-Unis en 1975, après en avoir écoulé 5 500 exemplaires. De Tomaso continue de construire d'autres modèles, améliorant les performances et l'équipement : certains de ces modèles sont exportés vers les États-Unis dans les années 1980.
La Pantera continue d'évoluer avec les versions GT5 et GT5-S, qui proposent un kit carrosserie.
En 1990, un restylage complet est effectué. Pour moderniser la ligne de sa sportive, De Tomaso fait appel à son designer fétiche, Marcello Gandini. C’est bien le dessin original de Tom Tjaarda (Ghia) qui sert de base à l’artiste italien, mais profondément modifié. Avec 41 exemplaires fabriqués entre 1990 et 1993, dont deux sacrifiés pour les crash tests, la Pantera SI (ou Pantera 200, ou encore Pantera 90 en Angleterre) est un modèle rare. Elle reste fidèle à Ford, mais dispose du moderne V8 302 à injection électronique de la Mustang de l’époque. Retravaillé chez De Tomaso, ce moteur offre 305 ch, soit 58 ch de plus que sa base américaine, grâce à la modification des arbres à cames, des ressorts de soupapes et du collecteur d’admission. Les freins sont changés (Brembo), le châssis est retravaillé, de même que les suspensions et les échappements, catalysés. Certains exemplaires reçoivent en outre une boîte de vitesse Getrag 6 vitesses issue de l’Audi RS2. En 1994, quatre exemplaires sont modifiés par la carrosserie Pavesi, vieux partenaire du groupe de Tomaso, en version Targa (cabriolet). Mais la Pantera SI, malgré son esthétique modernisée ses quelques évolutions techniques, reste dépassée, au point qu'elle finit par quitter la gamme De Tomaso en 1996.
Au total, 7 260 voitures furent construites.
En 1999, De Tomaso présente la Pantera 2000, voiture qui reste à l'état de concept car.

## Propriétaires et conducteurs notoires

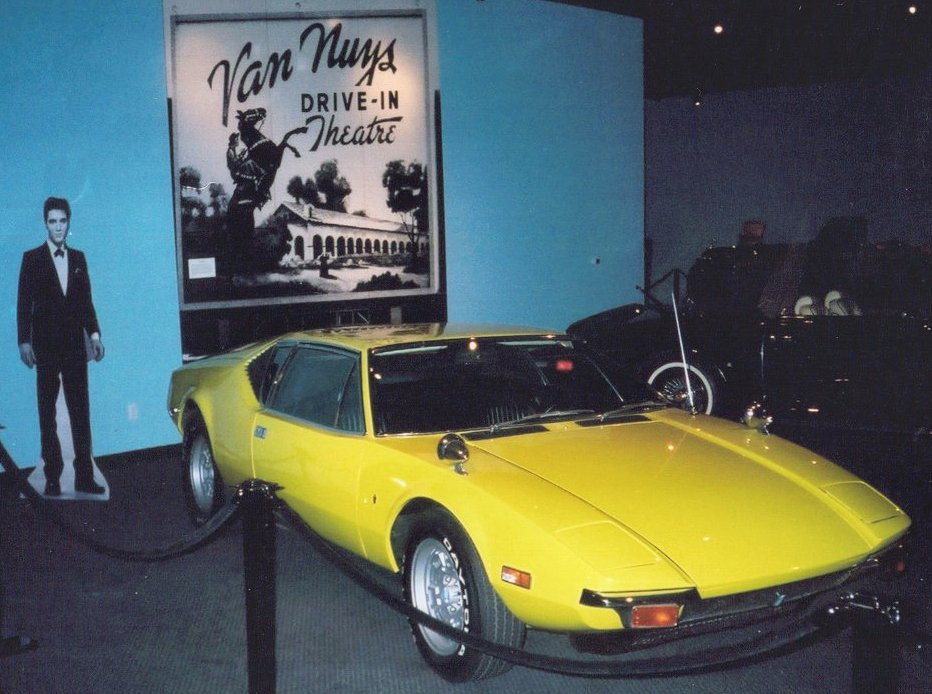
Une De Tomaso Pantera ayant appartenu à Elvis Presley.

Plusieurs personnalités ont possédé ou conduit une ou plusieurs De Tomaso Pantera :
- Johnny Hallyday ;
- Elvis Presley ;
- le joueur de hockey Tim Hortons, propriétaire de la chaîne de restauration rapide du même nom, se tua en 1974 en perdant le contrôle de sa Pantera ;
- en décembre 1984, le chanteur de Mötley Crüe, Vince Neil, eut un accident alors qu'il conduisait sa Pantera en état d'ivresse : son passager Razzle Dingley, le batteur de Hanoi Rocks, fut tué, et deux personnes furent blessées dans l'autre véhicule impliqué ;
- Giacomo Agostini, 15 fois champion du monde de vitesse moto.

## Apparitions dans des films

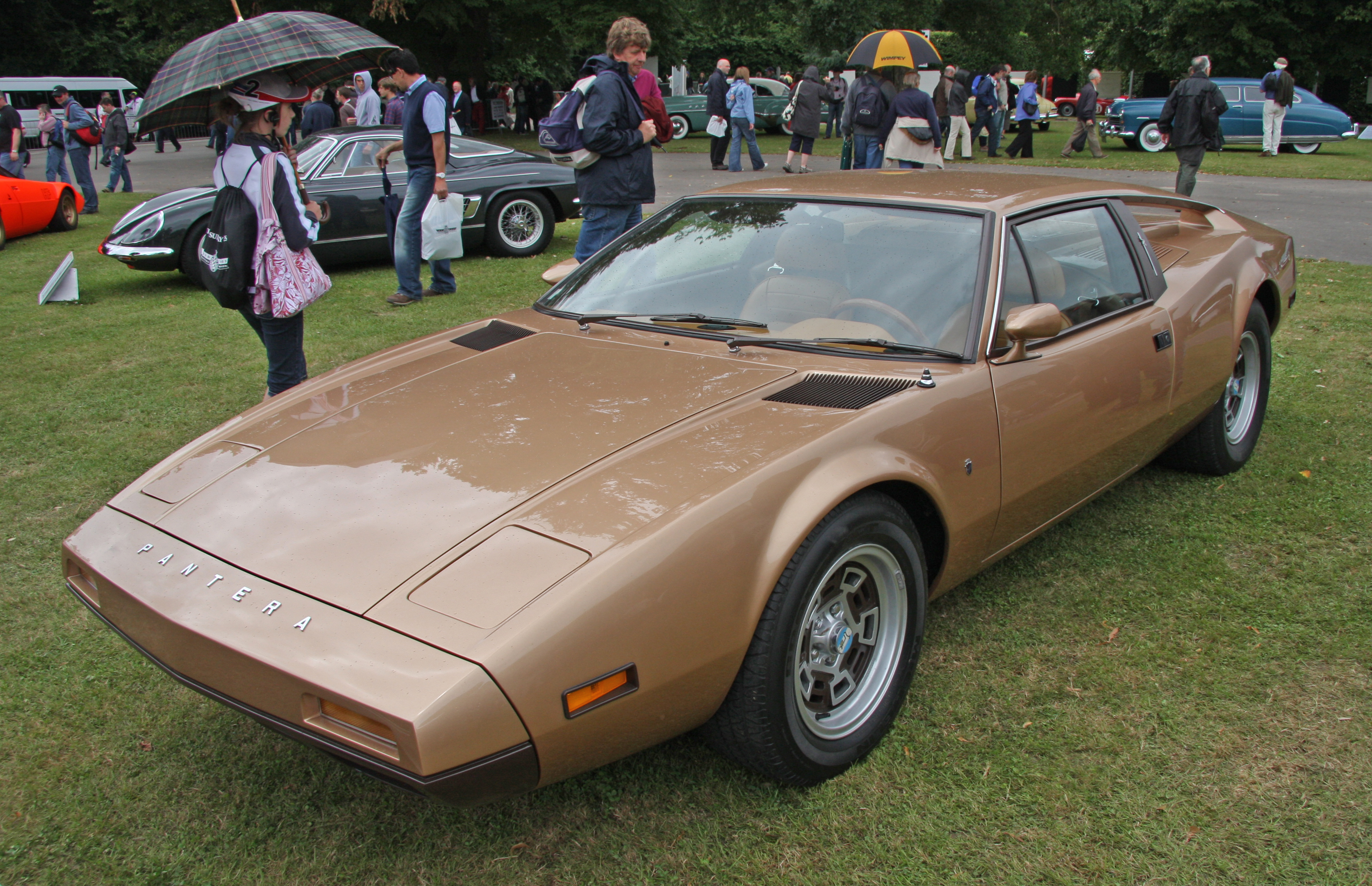
Un prototype de Pantera fait par Ghia

- Une Pantera GTS jaune est visible dans La Grande Casse (1974).
- Une Pantera est visible dans Cannonball ! (1976).
- Plusieurs Pantera apparaissent dans La Coccinelle à Monte-Carlo (1977).
- Une Pantera est visible dans Rocky 4 (1985).
- Une Pantera GTS d'occasion a servi de base à la réplique de Ferrari Testarossa utilisée pour les cascades de la série Deux flics à Miami (1986).
- Une Pantera GTS noire est visible dans Fast and Furious 5 de Justin Lin (2011).
- Une Pantera est visible dans le film The Dirt sur le groupe Motley Crue (2019).